# Cantuaria dendyi
Cantuaria dendyi är en spindelart som först beskrevs av Henry Roughton Hogg 1901.  Cantuaria dendyi ingår i släktet Cantuaria och familjen Idiopidae. Inga underarter finns listade.